# Cà Mau
Cà Mau (vietnamsky Cà Mau) je hlavní město provincie Cà Mau v jižním Vietnamu. Leží 360 kilometrů jižně od Saigonu a 180 kilometrů jihovýchodně od Can Tho. 2 km severně od města leží letiště Cà Mau.

## Statistiky města
Město má rozlohu 250,54 hektaru a 200 988 obyvatel. Žijí zde převážně Vietnamci.